# Energiegeographie
Folgende Verbesserungen wären gut:
Die Energiegeographie oder Geographische Energieforschung ist eine Teildisziplin der Humangeographie und befasst sich mit den räumlichen Zusammenhängen, Umweltaspekten und sozioökonomischen Kontexten der Produktion, Verteilung und des Verbrauchs von Energie als grundlegenden Faktoren von menschlichen Aktivitäten (Arbeit, Produktion, Wohnen, Verkehr, Kommunikation, Bildung, Tourismus usw.). Da Energie innerhalb der Geographie Berührungspunkte u. a. zu Wirtschaftsgeographie, Politischer Geographie, Stadtgeographie sowie der Geographie ländlicher Räume aufweist, umfasst ihre Erforschung ein breites Spektrum an Themen, von den geopolitischen Auswirkungen verschiedener Energiepolitiken und internationaler Sicherheitsfragen über den globalen Klimawandel, das Management natürlicher Ressourcen, die Entwicklung erneuerbarer Energiequellen und damit verbundene Konflikte um Landnutzung, die Umstrukturierung der Landwirtschaft und die Ernährungssicherheit bis hin zu Fragen der Umweltgerechtigkeit, Energiearmut und Energiekompetenz.

## Forschungsgegenstand
Mit der Erschließung neuer Energiequellen und des damit verbundenen Bedarfs verändert sich der Forschungsgegenstand der Energiegeographie.
Zu den Hauptthemen/Forschungsgegenständen zählen
- Energiesysteme verschiedener Staaten, Kontinente oder anderer Gruppen in Geschichte und Gegenwart, insbesondere der Vergleich von Lokalisierungsfaktoren für die Industrie (natürliche Ressourcen, Energieerzeugung, Energietransfer, Import-/Export-Verhältnis usw.).
- Energieketten aus verschiedenen Energiequellen: Es geht um die Beobachtung des Energieflusses von der Entstehung über die Energieverarbeitung bis hin zur endgültigen Nutzung durch den Verbraucher.
- Geopolitische Faktoren und die daraus resultierenden Auswirkungen der Energiepolitik auf den geographischen Raum (Auswirkungen des Rückgangs des Kohlebergbaus auf kohlereiche Regionen, Auswirkungen der landwirtschaftlichen Energiepflanzenproduktion auf den Anstieg der Lebensmittelpreise usw.). Energie ist eng mit Macht (wirtschaftlich, militärisch, geopolitisch) verknüpft, und mit zunehmender Entwicklung steigt der Energieverbrauch. Dies führt zu geopolitischen Konflikten zwischen Staaten, die Energie entwickeln, und Staaten, die die Energieentwicklung blockieren, da dies ihre derzeitige Position auf dem Energiemarkt einschränken würde.
- Wettbewerb zwischen Kernenergie, fossilen Brennstoffen und erneuerbaren Energiequellen: Dieser Wettbewerb entstand insbesondere in den 1960er und 1970er Jahren mit dem Aufkommen der Kernenergie als Energiequelle. Eine grundlegende Neubewertung erfolgte nach dem ersten und zweiten Ölschock (1973, 1979), als Öl als strategischer Rohstoff betrachtet wurde und die Suche nach einem Ersatz durch erneuerbare Energiequellen begann (heute stehen die Ölmächte des Nahen Ostens unter Druck, Photovoltaikkraftwerke zu bauen).
- Die Beziehung zwischen Energie und Umwelt (Landschaft) ist neben dem aus Physik und Chemie stammenden Konzept der „Energielandschaften“ das zentrale aktuelle Thema der Energiegeographie. Diese Beziehung ist auch eng mit der globalen Erwärmung, dem Klimawandel und anderen negativen Auswirkungen verknüpft, die derzeit untersucht werden.[4]

Zwar greift die Energiegeographie Ansätze der Integrativen Geographie auf, bisherige Überblicksdarstellungen der Disziplin fokussieren sich jedoch auf die Rolle von Energie im Rahmen sozialer Beziehungen und weniger auf physiogeographische, d. h. naturwissenschaftliche Aspekte.

## Entwicklung der Wissenschaftsdisziplin der Energiegeographie

### Anfänge (1950–2000)
Die ersten und ältesten Veröffentlichungen zur Energiegeographie befassen sich mit der räumlichen Verteilung von Ressourcen. Eines der ersten Beispiele ist Prattand Goodes Band über Öl (1950), der von der American Geographical Society veröffentlicht wurde. Im selben Jahr veröffentlichte Pierre George den Atlas Géographie de l’Energie, der jedoch außerhalb Frankreichs wenig Beachtung fand.
Es gab einen Zeitraum von weniger als fünfzehn Jahren, in dem keine Bücher erschienen. Erst 1964 erschien das Buch Geography of Energy (Manners), und in den 1970er Jahren erschienen die Bücher Energy from the Perspective of Geography (Guyol), Geography of Energy (Wagstaff) und Géographie et’économie comparée de l’Energie (Sevette). Diese Bücher zeigten, dass der Zusammenhang zwischen Geographie und Energie ein echtes Forschungsthema ist, wobei sich jedes Buch auf ein anderes Thema konzentrierte (Transport, Logistik, Geopolitik, Lokalisierung usw.).
Später in den 1970er Jahren spielte die Association of American Geographers (AAG) eine wichtige Rolle. Sie begann, die Veröffentlichung von Werken zur Energiegeographie zu unterstützen und spezielle Expertengruppen für einzelne Sektoren zu gründen, wie beispielsweise die Energy and Environment Speciality, die heute über 500 Mitglieder zählt.
Außerhalb der Vereinigten Staaten begann man, sich auch im Rest der Welt mit der Energiegeographie auseinanderzusetzen. Die meisten Veröffentlichungen und Forschungsarbeiten befassten sich mit der Nutzung von Kohle, Erdöl oder Brennholz in den Tropen. In den 1960er und 1970er Jahren wuchs das Interesse an Kernenergie als Alternative zur Kohle, und damit auch das Interesse der Energiegeographen. Die ersten großen Kernkraftwerksunfälle (Three Mile Island 1979 und das Kernkraftwerk Tschernobyl 1986) verstärkten das Interesse an Kernenergie erheblich. Zu dieser Zeit begann man, sich mit der Sicherheit und Auslegung von Kernkraftwerken oder sogar mit deren vollständigem Verbot auseinanderzusetzen.

### Wachsende Bedeutung der Energiegeographie (2001–2011)
Seit dem Jahr 2000 wurden drei wichtige Publikationen zu diesem Thema von Cutler J. Cleveland veröffentlicht: die Encyclopedia of Energy, die Concise Encyclopedia of the History of Energy und das Dictionary of Energy. Diese Bücher sind wichtig geworden, um zu verstehen, wie sich die Geographie für die Energieforschung eignet. Die Energiegeographie konzentriert sich heute auf einzelne Themen, die Wirtschaft, Politik und das Klimaproblem sowie humanitäre Probleme wie den weltweiten Energiemangel durchdringen – drei Viertel der Energie werden von nur einem Viertel der Bevölkerung genutzt.
Jüngste Bemühungen in diesem Bereich umfassen den Ausbau erneuerbarer Energiequellen oder die Nutzung bisher ungenutzter Energiequellen (Energie des Erdmagnetfelds, Energie aus Methylhydratablagerungen in den Sedimenten der Kontinentalschelfe).

## Eigenschaften von Energiequellen
Da es viele Eigenschaften von Energiequellen gibt, die beobachtet, gemessen oder grafisch dargestellt werdeen können, ist es sinnvoll, sie zum besseren Verständnis einzeln zu definieren, da sie auch in anderen Kontexten und Bereichen Anwendung finden können:
- Verfügbarkeit – geografische Lage der Ressourcen; manche sind weit verbreitet, andere örtlich begrenzt; der Grad der Verfügbarkeit bestimmt den Vorteil bzw. Nachteil des Geschäftsobjekts.
- Transportierbarkeit – hängt vom physikalischen Standard der Ressource und den Übertragungstechnologien ab. Je einfacher sie transportiert werden kann, desto besser kann sie genutzt und verkauft werden.
- Konzentration – „Energiegehalt“. Manche Quellen produzieren relativ wenig Energie (Sonne) im Vergleich zu anderen, die viel Energie produzieren (Kohle, Erdöl).
- Zuverlässigkeit – manche Ressourcen können für die Zukunft gespeichert und bei Bedarf genutzt werden, andere sind unvorhersehbar oder schwer zu lagern (sogenannte Versorgungssicherheit).
- Flexibilität – in welchem Bereich einer bestimmten Energiequelle können wir sie nutzen (Bewegung, Wärme, Licht, Produktion usw.).
- Steuerbarkeit – korreliert mit der Zuverlässigkeit; es gibt zwar Quellen, die zwar zuverlässig, aber weniger steuerbar sind.
- Langlebigkeit – Nachhaltigkeit einer Energiequelle; manche stehen Hunderttausende von Jahren zur Verfügung, andere könnten bald erschöpft sein.
- Sauberkeit und Sicherheit – wie stark sind die Auswirkungen auf Mensch und Umwelt bei der Nutzung oder Gewinnung von Energie aus Welche Folgen hat die Nutzung einer bestimmten Energiequelle, ob lokal oder global?
- Preis – eine Zusammenfassung aller anderen Faktoren, Bewertung der Qualität und Quantität der Energiequelle anhand des Wechselkurses, des aktuellen Angebots und der aktuellen Nachfrage[8]

## Theorie der Dritten Energiewende
Die Entwicklung der Nutzung verschiedener Energiequellen ist eng mit der wirtschaftlichen und historischen Entwicklung der Gesellschaft verbunden. Die Theorie der Dritten Energiewende untersucht diese Tatsache.
Die erste Energiewende ist mit der Neolithischen Revolution verbunden, als die Menschen über ausreichend Nahrung und dauerhafte Siedlungen verfügten, was den Energieverbrauch und die Nutzung von Energie als Ware (sogenannte gespeicherte Energie in Form von Produkten) erhöhte. Die Energiequelle war damals noch hauptsächlich menschliche und tierische Kraft für den Transport und Biomasse für Heizung und Beleuchtung. Die erste Energiewende wird etwa auch in der Ära verortet, als das senkrechte Mühlrad menschliche Muskelkraft ersetzte.
Der zweite Übergang fällt in die Zeit der industriellen Revolution, als fossile Brennstoffe (Kohle) in großem Maßstab genutzt wurden und in der Folge Fabriken errichtet, Verkehr und Elektrizität entwickelt sowie die Dampfmaschine und der Verbrennungsmotor erfunden wurden. Diese neuen Produkte und ein neuer Lebensstil wurden durch den Überfluss an billiger Energie und industriell hergestelltem Dünger in der Landwirtschaft ermöglicht. Dieser Trend führte zu einem enormen Bevölkerungswachstum von einer Milliarde im Jahr 1800 auf sieben Milliarden im Jahr 2010, was sich in steigendem Konsum, lokaler Verknappung bestimmter Ressourcen und steigenden Preisen niederschlug.
Der dritte Übergang wird als Erreichen der Grenzen der Nutzung fossiler Ressourcen (Peak Oil, steigende CO2-Emissionen, Klimawandel) verstanden, verbunden mit und gefolgt von dem Eintreten in das sogenannte „postindustrielle Zeitalter“, das durch Energie-, Ressourcen- und Lebensraummangel gekennzeichnet ist.
Vor der industriellen Revolution wurde Energie ausschließlich aus Biomasse und ausschließlich aus der Umwelt gewonnen. Die Revolution brachte somit konzentrierte Energiequellen (Öl, Kohle) hervor und ermöglichte gleichzeitig deren Transport mithilfe derselben Energiequellen. Dank Elektrizität ist es möglich, Energie weltweit zu übertragen. Moderne Technologien nehmen uns jedoch das Bewusstsein für den tatsächlichen Preis der von uns genutzten Energie (die Bereitschaft der Menschen, die Folgen zu tragen, sinkt). Diese Theorie wird in der Energiegeographie verwendet, um die Entwicklung verschiedener Aspekte zu beobachten.

## Wissenschaftliche Aktivitäten zur Energiegeographie
Forschung zur Energiegeographie findet an verschiedenen Universitäten, verstreut über den Globus, statt.
Zu den auf dem Gebiet der Energiegeographie aktiv tätigen Studienzentren ist das Institut für Geographie an der Fakultät für Naturwissenschaften der Palacký-Universität in Olomouc / Tschechien zu nennen. Dort forscht ein Team um Bohumil Frantál mit den Mitgliedern Stanislav Martinát, Jindřich Frajer und Lucie Brisudová in diesem Bereich. Es arbeitet an einem Projekt namens „Ermöglichung positiver Wendepunkte für die Energiewende in kohle- und kohlenstoffintensiven Regionen“. Gleichzeitig stammen mehrere thematische Publikationen von dort, die auf der Website des Geographischen Instituts der Universität Pécs zu finden sind.
Zu den weltweit bekanntesten Vertretern dieses Fachgebiets zählt Vaclav Smil, der in Tschechien geboren wurde, seine gesamte berufliche Laufbahn jedoch in Kanada an der University of Manitoba in Winnipeg verbrachte. Im Laufe seiner Karriere verfasste er 30 Bücher und über 400 Fachartikel, die zum Thema Energiegeographie einen Bezug besitzen, darunter die bekanntesten Energy in World History, Energy Transitions: History, Requirements, Prospects, Energy in Nature and Society: General Energetics of Complex Systems.
Ein weiterer bekannter Geograph auf diesem Gebiet ist Martin J. Pasqualetti, Professor an der Arizona State University und Gründer der Energy Specialty Group innerhalb der Association of American Geographers (AAG) im Jahr 1979. Zu seinen wichtigsten Büchern und Veröffentlichungen zählen Wind Power in View: Energy Landscapes in a Crowded World, Nuclear Decommissioning and Society: Public Links to a New Technology und ein Kapitel in Geography in America at the Dawn of the 21st Century.